# British Home Championship 1960/61
De British Home Championship van 1960/61 was de 66e editie van de British Home Championship. Het toernooi werd gehouden van 8 oktober 1960 tot en met 15 april 1961. Engeland werd kampioen.

## Eindstand
| Team          | Gsp | W | G | V | DV | DT | DS  | Ptn |
| ------------- | --- | - | - | - | -- | -- | --- | --- |
| Engeland      | 3   | 3 | 0 | 0 | 19 | 6  | +13 | 6   |
| Wales         | 3   | 2 | 0 | 1 | 8  | 6  | +2  | 4   |
| Schotland     | 3   | 1 | 0 | 2 | 8  | 13 | –5  | 2   |
| Noord-Ierland | 3   | 0 | 0 | 3 | 5  | 15 | –10 | 0   |

## Wedstrijden
|                                                   |                        |       |                                                                             |                                                                                |
| 8 oktober 1960 «onderlinge duels» 15:00 uur (UTC) | Noord-Ierland          | 2 – 5 | Engeland                                                                    | Windsor Park, Belfast Toeschouwers: 60.000 Scheidsrechter: Hugh Phillips (SCO) |
| 8 oktober 1960 «onderlinge duels» 15:00 uur (UTC) | Billy McAdams 38', 57' |       | 16' Bobby Smith 41', 88' Jimmy Greaves 47' Bobby Charlton 80' Bryan Douglas | Windsor Park, Belfast Toeschouwers: 60.000 Scheidsrechter: Hugh Phillips (SCO) |

|                                                    |                                |       |           |                                                                                |
| 22 oktober 1960 «onderlinge duels» 15:00 uur (UTC) | Wales                          | 2 – 0 | Schotland | Ninian Park, Cardiff Toeschouwers: 55.000 Scheidsrechter: Arthur Holland (ENG) |
| 22 oktober 1960 «onderlinge duels» 15:00 uur (UTC) | Cliff Jones 44' Roy Vernon 73' |       |           | Ninian Park, Cardiff Toeschouwers: 55.000 Scheidsrechter: Arthur Holland (ENG) |

|                                                    |                                                                              |       |                                                   |                                                                               |
| 9 november 1960 «onderlinge duels» 14:30 uur (UTC) | Schotland                                                                    | 5 – 2 | Noord-Ierland                                     | Hampden Park, Glasgow Toeschouwers: 34.564 Scheidsrechter: Kevin Howley (ENG) |
| 9 november 1960 «onderlinge duels» 14:30 uur (UTC) | Denis Law 8' Eric Caldow 43' (pen.) Alexander Young 72' Ralph Brand 80' (90) |       | 48' (pen.) Danny Blanchflower 84' Peter McParland | Hampden Park, Glasgow Toeschouwers: 34.564 Scheidsrechter: Kevin Howley (ENG) |

|                                                       |                                                                            |       |              |                                                                                   |
| 23 november 1960 «onderlinge duels» 14:30 uur (UTC+1) | Engeland                                                                   | 5 – 1 | Wales        | Wembley Stadium, Londen Toeschouwers: 65.000 Scheidsrechter: Bobby Davidson (SCO) |
| 23 november 1960 «onderlinge duels» 14:30 uur (UTC+1) | Jimmy Greaves 2', 70' Bobby Charlton 16' Bobby Smith 22' Johnny Haynes 61' |       | 85' Ken Leek | Wembley Stadium, Londen Toeschouwers: 65.000 Scheidsrechter: Bobby Davidson (SCO) |

|                                                    |                  |       |                                                                           |                                                                                |
| 12 april 1961 «onderlinge duels» 18:45 uur (UTC+1) | Noord-Ierland    | 1 – 5 | Wales                                                                     | Windsor Park, Belfast Toeschouwers: 30.000 Scheidsrechter: Hugh Phillips (SCO) |
| 12 april 1961 «onderlinge duels» 18:45 uur (UTC+1) | Derek Dougan 64' |       | 1' Mel Charles 2' Ivor Allchurch 26' Ken Leek 48' (pen.), 70' Cliff Jones | Windsor Park, Belfast Toeschouwers: 30.000 Scheidsrechter: Hugh Phillips (SCO) |

|                                                    | |       |                                                |                                                                                    |
| 15 april 1961 «onderlinge duels» 15:00 uur (UTC+1) | Engeland                                                                                                  | 9 – 3 | Schotland                                      | Wembley Stadium, Londen Toeschouwers: 97.350 Scheidsrechter: Marcel Lequesne (FRA) |
| 15 april 1961 «onderlinge duels» 15:00 uur (UTC+1) | Bobby Robson 9' Jimmy Greaves 21', 30', 83' Bryan Douglas 55' Bobby Smith 73', 85' Johnny Haynes 78', 82' |       | 49' Dave Mackay 54' Davie Wilson 75' Pat Quinn | Wembley Stadium, Londen Toeschouwers: 97.350 Scheidsrechter: Marcel Lequesne (FRA) |